# Michael Tritscher
Michael Tritscher, född den 6 november 1965 i Schladming, Österrike, är en österrikisk utförsåkare.
Han tog OS-brons i herrarnas slalom i samband med de olympiska utförstävlingarna 1992 i Albertville.